# Imre Schlosser
Imre Schlosser (11. října 1889 Budapešť — 19. července 1959 tamtéž) byl maďarský fotbalový útočník. Získal 13 titulů mistra Maďarska, sedmkrát byl nejlepším střelcem maďarské ligy a čtyřikrát nejlepším ligovým střelcem celé Evropy. Celkově vstřelil 417 ligových branek, což je dosud maďarský rekord. V reprezentaci debutoval v šestnácti letech v utkání proti českému týmu (remíza 4:4) a skončil jako osmatřicetiletý. Nastřílel v 68 mezistátních zápasech 59 gólů. Nastoupil na olympiádě 1912, kde vstřelil čtyři branky.
Vystupoval také pod jménem Imre Schlosser-Lakatos (Lakatos znamená maďarsky totéž co německy Schlosser = zámečník).

## Úspěchy
- Mistr Maďarska: s Ferencvárosem 1907, 1909, 1910, 1911, 1912, 1913 a 1927; s MTK 1917, 1918, 1919, 1920, 1921, 1922
- Král střelců Maďarska: 1909, 1910, 1911, 1912, 1913, 1914, 1917 (v letech 1911, 1912, 1913, 1914 i nejlepší střelec všech evropských soutěží)